# Зигмунд Йен
Зигмунд Йен (на немски: Sigmund Jähn) е първият и единствен космонавт от Германската демократична република, първият германец в космоса, генерал-майор. Носител на званията Герой на Съветския съюз и Герой на ГДР.

## Биография
Роден е на 13 февруари 1937 г. в Моргенроте-Раутенкранц. В 1955 г. завършва висшето офицерско училище за ПВО „Франц Меринг“. В 1966-1970 г. учи във Висшата военновъздушна академия „Юрий Гагарин“ в СССР. През декември 1976 г. след 3-етапен подбор е избран за подготовка като космонавт за полет по програмата „Интеркосмос“. Започва интензивна подготовка за бъдещата космическа мисия.

## Полет в Космоса
На 26 август 1978 година излита на борда на съветския космически кораб Союз-31 заедно с Валери Биковски. Екипажът лети до орбитална станция „Салют-6“.
Полетът продължава 7 денонощия, 20 часа, 49 минути и 4 секунди. Двамата се завръщат с кораба „Союз 29“.

## Друга дейност
В 1983 г. получава степен доктор на науките в Централния институт по физика на Земята в Потсдам по специалността „Дистанционно сондиране на Земята“. В 1984 г. му е дадено звание полковник, а в 1986 г. - генерал-майор от ВВС на ГДР. В 1990 г., малко преди обединението на Германия, е уволнен от редовете на Националната народна армия на ГДР.
След обединението на Германия, през 1990-1993 г. работи като представител на Германската космическа агенция DLR и Европейската космическа агенция в Москва. След това е представител на Европейската космическа агенция в руския Център за подготовка на космонавти „Ю. А. Гагарин“.